# Dżaudar
Dżaudar, Dżuder   (arab. ‏جؤذر‎, Jawdar; ur. w Cuevas del Almanzora, zm. w grudniu 1606 roku w Marrakeszu) – główny dowódca marokańskiej inwazji na Songhaj. Eunuch dworski hiszpańskiego pochodzenia, faworyt sułtana Ahmada al-Mansura. Przed inwazją podniesiony do godności paszy, odniósł spektakularne zwycięstwo w bitwie pod Tondibi, popadł jednak w niełaskę sułtana ze względu na podjęcie pertraktacji pokojowych. Do 1599 roku przebywał w Songhaju, po powrocie do Maroka pełnił funkcję kaida Marrakeszu. Zamordowany w trakcie wojny domowej w grudniu 1606 roku.

## Młodość
Dżaudar urodził się w Cuevas del Almanzora w Almerii. Porwany jako dziecko, w niewoli marokańskiej został wykastrowany i przeszedł na islam, zasilając szeregi hiszpańskich renegatów. Wychowywał się w pałacu sułtańskim . Wyróżnił się w bitwie trzech króli . Jako dworski eunuch został faworytem sułtana Ahmada al-Mansura. Sułtan, który doceniał zdolności organizacyjne i uczciwość Dżaudara, kierując się też zapewne jego młodością, postawił go na czele inwazji na Songhaj. W tym celu nadał mu tytuł paszy Grenady .

## Inwazja na Songhaj
Siły, którymi dowodzić miał pasza Dżaudar liczyły 4000 żołnierzy wyselekcjonowanych pod względem odwagi, dyscypliny i wytrzymałości . Większą część wojska – 2500 ludzi, stanowili Moryskowie bądź hiszpańscy renegaci. Wśród nich znajdowało się 500 arkebuzerów konnych oraz 2000 arkebuzerów pieszych. Pozostałe półtora tysiąca stanowiła marokańska jazda. Jako formację pomocniczą przeznaczoną do prac obozowych przeznaczono 600 Berberów. Do transportu przez pustynie przeznaczono 1000 koni i 8000 wielbłądów obsługiwanych przez 1000 poganiaczy. Na wyposażeniu armii Dżaudara znajdowały się również angielskie  armaty. W zależności od źródła ich liczba podawana jest na 4 lub 6  dużych dział, Tymowski wspomina jeszcze o kilkunastu mniejszych.
W skład osobistej eskorty Dżaudara wchodziło 70 lub 80  chrześcijan uzbrojonych w muszkiety, których pasza zażądał od al-Mansura .
Wyjście ekspedycji na Saharę rozpoczęło się 16 października 1590 roku. Przeprawa przypadała na porę zimową, co wpływało korzystnie na szanse jej powodzenia. Nie zmienia to faktu, że przedsięwzięcie było bardzo trudne – na pustynnej trasie liczącej ponad 1100 kilometrów jedynie co 200–300 kilometrów znajdowały się źródła wody. Przemarsz trwał 135 dni – 1 marca 1591 roku Dżaudar dotarł do miejscowości Karabara nad rzeką Niger. Ciężkie warunki tułaczki przez pustynię przetrwała tylko połowa sił marokańskich. Władca Songhaju, Askia Ishak II nie wykorzystał szansy uderzenia na wycieńczoną armię. Choć wiedział o marokańskiej wyprawie, to przypuszczał początkowo, iż zginie ona w trakcie drogi, a potem, że wojska paszy uderzą najpierw na Timbuktu .
Dżaudar skierował się w stronę stolicy Songhaju – Gao. Askia postanowił pokonać wroga w walnej bitwie dzięki przytłaczającej przewadze liczebnej. Zebrał armię liczącą według różnych szacunków ogółem 25 tysięcy ludzi lub też 30000 pieszych i 12500 konnych. Strony starły się 12 marca 1591 w zaciętej bitwie pod Tondibi. Toczyła się ona ze zmiennym szczęściem od 9 rano do 15. Zakończyła się ona zdecydowanym zwycięstwem armii paszy.
Wejście do siedziby Askiów rozczarowało Dżaudara. Zdobywcy spodziewali się zastać tam liczne bogactwa, zwłaszcza złoto z którego słynął Songhaj, miasto jednak wyglądało z perspektywy byłych Europejczyków raczej jak większa wieś wypełniona lepiankami.
Ishak zdecydował się na podjęcie negocjacji w celu podpisania pokoju, zająwszy uprzednio bezpieczną pozycję, za Nigrem, który odgradzał go od sił marokańskich. Oferta przedstawiona Dżaudarowi zakładała, że w zamian za powrót wojsk paszy do Maroka, Askia wypłaci zdobywcom sto tysięcy mitkali złota (około 470 kg) oraz przekaże tysiąc niewolników. Dodatkowo uzna on zwierzchnictwo al-Mansura nad Songhajem i zobowiąże się do płacenia corocznego trybutu. Dżaudar wysłał gońca do Marrakeszu z wiadomością o propozycji Askii – informował w niej również o tym, że wobec ciężkiej sytuacji własnych wojsk, którym brakuje zaopatrzenia i prowiantu, nie jest w stanie wyruszyć na poszukiwania źródeł złota. Sam, nie zostawiając w Gao garnizonu, udał się do zapewniającego lepsze warunki Timbuktu, gdzie dotarł 25 kwietnia. Rozbił obóz wojskowy poza murami miasta i rozpoczął budowę kasby w dzielnicy kupieckiej .

## Okres niełaski
Oferta pokoju oburzyła al-Mansura – oczekiwał on podporządkowania sobie całego  Songhaju, zwłaszcza zaś przejęcia kontroli nad kopalniami złota. Zdjął on swojego dotychczasowego faworyta z funkcji dowódcy, na jego miejsce wysłał zaś byłego dowódcę renegatów – paszę Mahmuda ibn Zarkun. Ibn Zarkun przybył wraz z posiłkami do Timbuktu 17 sierpnia 1591 roku. Chętnie korzystał z wiedzy i doświadczeń Dżaudara, mianując go swoim bezpośrednim zastępcą .
Mahmud ibn Zarkun zamierzał zdobyć całe terytorium Songhaju. Pierwsze duże zwycięstwo osiągnął w bitwie pod Bambą, spowodował wycofanie się Songhajów do Dendi, którego jednak nie był w stanie opanować. Powracając do Timbuktu zostawił Dżaudara w Gao, jako dowódcę tamtejszego garnizonu.
Ponieważ ibn Zarkun stracił zaufanie sułtana i wkrótce zginął, al-Mansur wysłał do Songhaju nowego dowódcę – paszę Mansura ibn Abd ar-Rahmana. W czerwcu 1595 roku wyruszył on z wojskiem do Hombori, gdzie pokonał armię Askii Nuha biorąc wielu jeńców. Mansur popadł w konflikt ze stacjonującym w Gao Dżaudarem. Ich spór o zwierzchnictwo próbował rozsądzić al-Mansur, przekazując Dżaudarowi władzę cywilną, zaś Mansurowi władzę wojskową. Nie zadowoliło to Dżaudara, który 9 listopada 1596 roku otruł swojego rywala. Podobnie postąpił wobec przybyłego w maju 1598 roku paszy Muhammada Taby.
Pasza Dżaudar nie wierzył w zajęcie Dendi, zdecydował więc skierować swe działania na Masinę. W 1598 roku wyruszył przeciwko sprzymierzonym armiom Fulbe i Bambara dowodzonym przez Mamadi Amina. Dżaudar ponownie poczuł się zagrożony, tym razem ze strony kaida al-Mustafy, który szczególnie wyróżnił się w walce. Pasza oddał armii decyzję, kto ma nią dowodzić, tworząc w ten sposób precedens. Wojownicy potwierdzili władzę paszy, a kaid został zabity.
Dżaudar otrzymał od sułtana pod koniec roku 1598 nakaz powrotu do Maroka. Odmówił, argumentując groźbą ataku ze strony Fulbe i Mali. Zmienił zdanie, gdy od przybyłego w lutym 1599 roku paszy Amara dowiedział się, iż sułtan przywrócił go do łask. Do Marrakeszu dotarł 4 lipca 1599 roku, przywożąc ze sobą wielu niewolników oraz 30 wielbłądów obładowanych złotem i drogimi towarami.

## Wojna domowa
Po powrocie do Maroka Dżaudar pełnił urząd kaida Marrakaeszu. Tutaj zastała go epidemia dżumy, która dotarła do państwa w 1597 roku, oraz będąca jej następstwem wojna domowa. Ponieważ al-Mansur ukrywał się przed zarazą na prowincji, po władzę próbował sięgnąć jego syn Muhammad asz-Szajch al-Mamun. Sułtan poskromił ambicję al-Mamuna, sam jednak umarł 24 sierpnia 1603 roku. Do walki o władzę stanęli bracia Zajdan an-Nasir i Abu Faris. Dżaudar poparł drugiego z nich, przekazując mu więzionego al-Mamuna. Abu Faris postanowił wykorzystać byłego pretendenta do walki z Zajdanem, Dżaudar nie był jednak w stanie go upilnować i al-Mamun na własną rękę opanował Fez. W 1606 roku al-Mamun wysłał syna Abd Allaha na czele 7 tysięcy ludzi w celu zdobycia Marrakeszu. Pokonał on 8 grudnia siły Abu Farisa pod Mers er Remad, zaś 10 grudnia wszedł do miasta. Zdobywcy rozpoczęli brutalne represje i grabieże. Dżaudar został ścięty, wraz z dziesięcioma innymi kaidami.